# (1502) Arenda
(1502) Arenda ist ein Asteroid des Hauptgürtels, der am 17. November 1938 von dem deutschen Astronomen Karl Wilhelm Reinmuth an der Landessternwarte Heidelberg-Königstuhl der Universität Heidelberg entdeckt wurde.
Der Asteroid ist nach dem belgischen Astronomen Sylvain Julien Victor Arend benannt.